# Kōji Takanohana
Kōji Takanohana (jap. 貴乃花 光司 Takanohana Kōji; ur. 12 sierpnia 1972 r. w Tokio) – japoński zapaśnik sumo.
Jego rzeczywiste imię brzmi Kōji Hanada (jap. 花田 光司 Hanada Kōji). Wygrał 22 turnieje, odnosząc 794 zwycięstwa i ponosząc 261 porażek. Zadebiutował w 1988 r. i został najmłodszym zwycięzcą walki w grupie makushita oraz w grupie jūryō w listopadzie 1989 roku. Pół roku później awansował do grupy makuuchi. Jest najmłodszym zawodnikiem w historii, który pokonał yokozunę. Jego bratem jest inny wielki mistrz Wakanohana. Podczas letniego turnieju w 2001 r. pokonał Musashimaru.